# Jean-Claude Perrin (athlétisme)
Pour les articles homonymes, voir Jean-Claude Perrin et Perrin.
 (novembre 2013).
Jean-Claude Perrin, né le 4 mai 1936 à Choignes, est un ancien entraîneur d'athlétisme français.

## Biographie
Après une carrière militaire où il occupe un poste d'officier-pilote dans l'armée, il rejoint le monde de l'athlétisme. Il effectue pour cela une formation à l'INSEP avant de rejoindre le Racing club de France. Il se spécialise dans le saut à la perche qui, sous sa conduite et celle d'un autre entraîneur national, Maurice Houvion, devient pour un temps une spécialité française.
Les athlètes qu'il entraîne établissent ainsi 20 records du monde, obtiennent 10 titres de champion d'Europe et du monde et 8 sont finalistes olympiques. En 1976, lors des Jeux de Montréal, un de ses protégés finit au pied du podium puisque Patrick Abada est quatrième, Jean-Michel Bellot finissant quant à lui septième. Le sommet de sa carrière se situe aux Jeux Olympiques à Los Angeles en 1984 où ses deux athlètes montent sur le podium, Pierre Quinon remportant le titre olympique et Thierry Vigneron la médaille de bronze.
L'ensemble de ses résultats d'entraîneur lui permettent d'obtenir le Prix Pierre-Paul Heckly de l'Académie des sports en 1978, avec Maurice Houvion.
Touche-à-tout du sport, il participe un temps à l'aventure footballistique du Matra-Racing de Jean-Luc Lagardère. Mais ses meilleurs résultats dans ce sport, il les obtient avec l'autre club de la capitale, le Paris Saint-Germain Football Club. Il apporte ses conseils en termes de préparation physique et fait ainsi partie de l'équipe qui remporte la Coupe d'Europe des vainqueurs de coupe en 1996.
Il apporte également ses conseils dans un autre sport : le tennis. Yannick Noah, alors capitaine de l'équipe de France de Coupe Davis, lui confie la préparation physique des équipes masculines et féminines. La France remporte la Coupe Davis 1991 à Lyon, face aux américains menés par celui qui deviendra le numéro un mondial, Pete Sampras, puis de nouveau en 1996 en Suède.
En 1997, il co-fonde l'association Agence pour l'éducation par le sport.
En juillet 2011, il entraîne l'équipe bleue dans L'Étoffe des champions, émission présentée par Alexandre Ruiz, sur France 3.
Depuis près de quarante ans, il est le consultant athlétisme d'Europe 1. Il commente désormais les grandes compétitions avec Corinne Boulloud (championnats de France, championnats d'Europe, du Monde, meeting de Paris...). De plus, il intervient régulièrement dans Europe 1 Sport de Lionel Rosso et Céline Géraud, et quotidiennement lors des compétitions olympiques d'été.  
Durant l'été 2018 il retrace les carrières de sportifs d'exception dans les Destins de sport d'Europe 1 Soir. 

## Décorations
Jean-Claude Perrin est décoré de la Légion d'honneur en janvier 2013 et élevé au rang d'officier de la Légion d'honneur en octobre 2015.

## Clubs
- Racing Club de France
- Matra-Racing
- Paris Saint-Germain Football Club